# Roger Ruud
Roger Ruud, nekdanji norveški smučarski skakalec, * 1. oktober 1958.
V sezoni 1981/82 je bil v skupnem seštevku prestižne Novoletne turneje drugi.
Njegova najboljša sezona je bila 1980/81, ki jo je končal na drugem mestu, za Arminom Koglerjem.
Na olimpijskih igrah v Lake Placidu leta 1980 je tekmo na veliki skakalnici končal na 6. mestu.

## Dosežki

### Zmaga
Roger Ruud ima 9 zmag za svetovni pokal:
| Sezona  | Država/Prizorišče        |
| ------- | ------------------------ |
| 1979/80 | St. Moritz               |
| 1980/81 | Harrachov                |
| 1980/81 | Liberec                  |
| 1980/81 | Chamonix                 |
| 1980/81 | St. Nizier               |
| 1980/81 | Oslo                     |
| 1981/82 | Cortina d'Ampezzo        |
| 1981/82 | Garmisch - Partenkirchen |
| 1984/85 | Cortina d'Ampezzo        |